# Antoine Faivre
Antoine Faivre, född 5 juni 1934 i Reims, död 19 december 2021 i Paris, var en fransk religionsvetare inriktad på västerländsk esoterism. Han doktorerade i religionsvetenskap 1965 och germanistik 1969 vid Université Paris-Sorbonne. Han var den förste att definiera kriterierna för västerländsk esoterism som tvärvetenskapligt akademiskt forskningsfält. Fram till sin pensionering var han directeur d'études i europeisk esoterism och mystik vid École pratique des Hautes Études.

## Utgivet på svenska
- Esoterismen (L'esotérisme), Alhambra förlag, 1995, översättning av Cecilia Franklin i samarbete med Hesham Bahari. ISBN 91-87680-73-4